# Comunism de război
Comunismul de război a fost o politică economică dură adoptată de bolșevici în timpul războiului civil rus, având ca scop să asigure aprovizionarea  orașelor și Armatei Roșii cu alimente, cu arme și cu muniții, în condițiile în care mecanismele și relațiile economice normale fuseseră distruse de război. 
Comunismul de război includea următoarele acțiuni:
1. Toate fabricile mari erau controlate de guvern.
2. Producția era planificată și organizată de guvern.
3. Disciplina impusă muncitorilor era strictă, iar greviștii puteau fi împușcați fără judecată.
4. A fost impusă munca obligatorie "claselor ne-proletare".
5. S-a introdus prodrazvyorstka – rechiziționarea surplusurilor de produse agricole, (ceea ce depășea minimum de subzistență), pentru a fi redistribuite populației orășenești și armatei.
6. Distribuirea mărfurilor alimentare și mărfurilor de primă necesitate a fost cartelată și s-a făcut în mod centralizat.
7. Funcționarea intreprinderilor private a fost interzisă.
8. A fost introdus controlul militarizat al căilor ferate.

După cum se poate vedea cu ușurință, această politică de punere a sub controlul guvernamental și sub jurisdicția legii marțiale a tot ceea ce părea să aibă o oarecare importanță, nu avea decât legături superficiale cu comunismul, numele fiindu-i ales mai mult pe criterii politice. 
Deși prin intermediul acestor acțiuni s-a reușit obținerea victoriei în război, ele nu au înlăturat greutățile de tot felul, iar în unele cazuri au agravat problemele existente. Țăranii au început să refuze să coopereze cu autoritățile statului și să mai producă mărfuri alimentare atâta vreme cât statul rechiziționa prea mult din recolte. Aceasta a dus la crize în aprovizionare, care împreună cu vremea defavorabilă și cu greutățile războiului au avut ca rezultat foametea. Au murit mai multe milioane de oameni și au existat rapoarte despre canibalism. Muncitorii abandonau orașele pentru a se refugia la țară, unde șansele de a găsi hrană erau mai mari, făcând să scadă producția industrială și șansele unui comerț echitabil cu bunuri industriale contra hrană, ceea ce agrava și mai mult situația populației urbane rămase. 
Ca rezultat direct al acestor greutăți, au izbucnit o serie de greve muncitorești  și revolte țărănești (așa cum a fost Răscoala din Tambov). Punctul de cotitură a evenimentelor a fost Rebeliunea de la baza navală Kronstadt din februarie 1921. Rebeliune a avut un efect copleșitor asupra lui Lenin, pentru că deși răscoala militară a fost zdrobită de Armata Roșie, marinarii de la Kronstadt se număraseră printre cei mai devotați sprijinitori ai comunismului la începutul Revoluției din Octombrie. După înfrângerea rebeliunii de la Kronstadt, Lenin a hotărât să sfârșească cu politica comunismului de război și a înlocuit-o cu aceea a Noii Politici Economice.